# Euglenă
Euglena este un gen de protiste unicelulare care se mișcă cu ajutorul unui flagel. Este cel mai bine studiat gen din clasa Euglenoidea, o clasă diversă care conține 54 de genuri și cel puțin 800 de specii. Euglenele pot fi găsite în apa dulce, sau, mai rar, în apa sărată. Sunt abundente în apele liniștite, unde se pot înmulți foarte mult, colorând apa în verde (E. viridis) sau în roșu (E. sanguinea).
Specia Euglena gracilis a fost utilizată pe scară largă în laboratoare ca organism model.
Cele mai multe specii de euglene au cloroplaste în interiorul corpului, care le dau posibilitatea să se hrănească prin autotrofie, ca plantele. Totuși, se mai pot hrăni și prin heterotrofie, cum fac animalele. Cum Euglena are trăsături ale plantelor, dar și ale animalelor, primii taxonomiști au întâmpinat dificultăți în taxonomia linneană de două regnuri. Problema de a clasifica aceste creaturi „neclasificabile” l-a făcut pe Ernst Haeckel să adauge încă un regn la Animale and Vegetabile lui Linnaeus: regnul Protista..

## Descriere fizică
| 1. Nucleu 2. Cloroplast 3. Vacuola digestivă 4. Vacuola pulsativă 5. Cinetostom | 6. Rezervoar 7. Flagel scurt 8. Senzor de lumină 9. Stigmă 10. Flagel |

1. Nucleu
2. Cloroplast
3. Vacuola digestivă
4. Vacuola pulsativă
5. Cinetostom6. Rezervoar
7. Flagel scurt
8. Senzor de lumină
9. Stigmă
10. Flagel

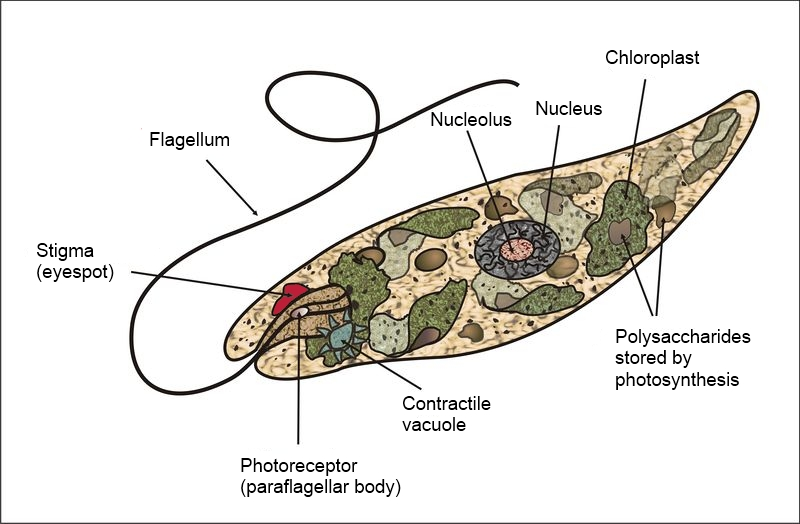
Diagramă a unei Euglena sp.

O euglenă tipică are între 20 și 300 µm. Când se hrănește prin heterotrofie, Euglena înconjoară o particulă de hrană și o consumă prin fagocitoză. Atunci când există suficientă lumină solară, Euglena își folosește cloroplastele care conțin clorofilă a și clorofilă b în producerea de zaharuri prin fotosinteză. Cloroplastele euglenelor sunt înconjurate de trei membrane, în timp ce cloroplastele plantelor și a algelor verzi (în care Euglena a fost plasată de taxonomiștii timpurii) au doar două. Acest lucru a fost luat ca dovadă că cloroplastele euglenelor au evoluat dintr-o algă verde eucariotă care trăia înăuntrul ei. Astfel, similaritățile intrigante dintre Euglena și plante nu au apărut din cauza înrudirii, ci din cauza acelei simbioze interne (endosimbioze). Analizele filogenetice susțin această ipoteză.
Cloroplastele euglenelor conțin pirenoizi folosiți în sinteza paramilonului, o formă de stocare a energiei în amidon, care ajută euglenele să supraviețuiască perioadelor de lumină slabă. Prezența pirenoizilor ajută la diferențierea genului Euglena de alte genuri ale clasei Euglenoidea, cum ar fi Lepocinclis sau Phacus.
Făcând parte din Bikonta, toate euglenoidele au două flagele. În acest gen, unul din flagele este foarte scurt și atrofiat, neieșind măcar din celulă. Celălalt este lung și este foarte vizibil la microscop. În majoritatea speciilor, flagelul lung este folosit la înot.
Ca multe alte euglenoide, genul Euglena are o structură celulară lângă baza flagelului utilizată în percepția luminii, de culoare roșie și de forma unui punct, compus din granule de carotenoizi. Nu se pare că ar fi fotosensibil; mai degrabă filtrează lumina care pică pe o structură care detectează lumina, aflată la baza flagelului (o umflătură, numită și „corp paraflagelar”), care lasă numai anumite lungimi de undă ale luminii să o ajungă. În timp ce euglena se mișcă, structura roșie blochează lumina de pe corpul paraflagelar și face euglena să știe de unde vine lumina, pentru a se mișca spre ea.

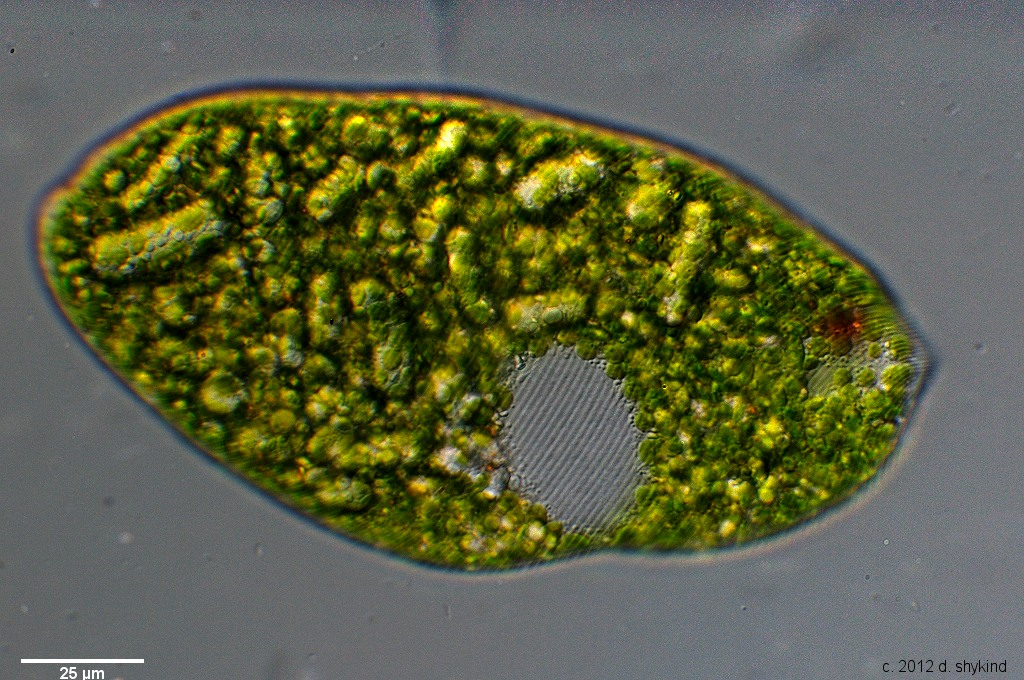
Fâșii spiralate de peliculă

Euglena nu are perete celular, ci o peliculă făcută dintr-un strat de proteine susținut de o structură de microtubuli. Pelicula este o fâșie lungă și este înfășurată în jurul celulei. Modul în care este înfășurată pelicula dă euglenelor marea lor flexibilitate și contractilitate.
În condiții de umiditate scăzută, Euglena își formează un zid protector împrejur și hibernează sub formă de chist până condițiile se îmbunătățesc.

## Reproducere
Euglena se reproduce asexuat prin diviziune celulară. Diviziunea începe cu mitoza nucleului, urmată de diviziunea celulei însăși. Euglena se divide pe lungime, începând cu partea din față. O adâncitură se formează în partea anterioară, iar bifurcația progresează în spate până cele două jumătăți sunt complet separate.
Zvonuri despre înmulțirea sexuată sunt rare și nu au fost încă confirmate.

## Istoria și clasificarea timpurie

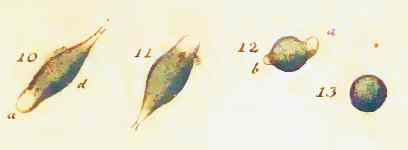
Cercaria viridis (= E. viridis) din „Animalcula Infusoria”, scrisă de O.F. Müller

Euglenele au fost printre primele microorganisme văzute la microscop.
În 1674, într-o scrisoare adresată Societății Regale, Antoni van Leeuwenhoek scria că a colectat mostre de apă dintr-un lac cu apă dulce, în care a găsit „animalcule” care erau „verzi la mijloc, iar în față și în spate albe.” Clifford Dobell spune că este „aproape sigur” că Antoni se referea la euglene, „al căror aranjament al cromatoforilor [...] îi dă acestei flagelate această aparență la o magnificație mai scăzută.”
Douăzeci de ani mai târziu, John Harris a publicat o serie de observații microscopice în care a scris despre euglenele găsite într-o baltă: „creaturi ovale al căror mijloc era verde ca iarba, dar cu fiecare capăt clar și transparent”, care „se contractau și dilatau, se rostogoleau de multe ori la rând, apoi țâșneau ca peștii.”
În 1787, Otto Friedrich Müller a dat o descriere mai completă a organismului, pe care l-a numit Cercaria viridis, observându-i culoarea verde și forma schimbătoare a corpului. Müller a mai desenat niște ilustrații care arătau cu acuratețe mișcările ondulatorii ale corpului euglenei.

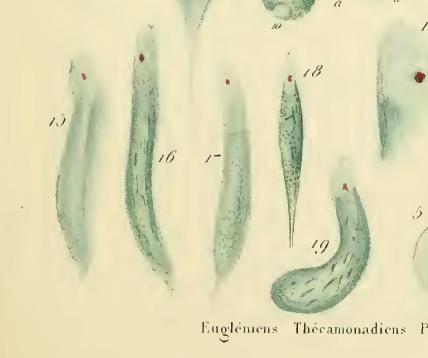
Euglena Histoire Naturelle des Zoophytes, de Félix Dujardin

În 1830, Christian Gottfried Ehrenberg a redenumit Cercaria „Euglena viridis” și a plasat-o, în sistemul său fără succes de clasificare, în Polygastrica în familia Astasiaea, care cuprindea creaturi cu mai multe „burți”, formă schimbătoare a corpului, fără pseudopozi sau lorice Folosindu-și nou-inventatul microscop acromatic, Ehrenberg a văzut organul detector de lumină al euglenei, și a dedus în mod greșit că ar avea un sistem nervos. Această caracteristică a dat numele genului, construit din rădăcina grecească „eu-” (bun, adevărat) și cuvântul „glēnē” (ochi, articulație).
Totuși Ehrenberg nu a văzut flagelul euglenei. Primul care a scris despre asta a fost Félix Dujardin, care l-a adăugat la lista de caracteristici descriptive ale genului în 1841. Ulterior, clasa Flagellata  (Cohn, 1853) a fost creată pentru a include protiste ca Euglena, cu unul sau mai multe flagele. Chiar dacă taxonul a fost suprimat, flagelele încă sunt folosite intens la identificarea speciilor de protiste.